# MTV Movie Awards 1994
| MTV Movie Awards 1994              | MTV Movie Awards 1994                          |
| ---------------------------------- | ---------------------------------------------- |
| Datum                              | 4 juni 1994                                    |
| Plats                              | Sony Pictures Studios Culver City, Kalifornien |
| Värd                               | Will Smith                                     |
| ← 1993 · MTV Movie Awards · 1995 → |                                                |

MTV Movie Awards 1994 hölls den 4 juni 1994.

## Vinnare och nominerade
Vinnarna listas i fetstil.
| Bästa film | Bästa film |
| --- | --- |
| - Menace II Society - Jagad - Jurassic Park - Philadelphia - Schindler's List | |
| Bästa manliga prestation | Bästa kvinnliga prestation |
| - Tom Hanks − Philadelphia - Tom Cruise − Firman - Harrison Ford − Jagad - Val Kilmer − Tombstone - Robin Williams − Välkommen Mrs. Doubtfire | - Janet Jackson − Poetic Justice - Angela Bassett − Tina - What's Love Got To Do with It - Demi Moore − Ett oanständigt förslag - Julia Roberts − Pelikanfallet - Meg Ryan − Sömnlös i Seattle                                                                   |
| Mest åtråvärda man | Mest åtråvärda kvinna |
| - William Baldwin − Sliver - Tom Cruise − Firman - Val Kilmer − Tombstone - Jean-Claude Van Damme − Hard Target - Denzel Washington − Pelikanfallet | - Janet Jackson − Poetic Justice - Kim Basinger − Getaway - rymmarna - Demi Moore − Ett oanständigt förslag - Alicia Silverstone − Svart oskuld - Sharon Stone − Sliver                                                                                          |
| Bästa genombrott | Bästa filmpar |
| - Alicia Silverstone − Svart oskuld - Ralph Fiennes − Schindler's List - Jason Scott Lee − Dragon: The Bruce Lee Story - Ross Malinger − Sömnlös i Seattle - Jason James Richter − Rädda Willy | - Harrison Ford och Tommy Lee Jones − Jagad - Johnny Depp och Mary Stuart Masterson − Benny & Joon - Tom Hanks och Denzel Washington − Philadelphia - Tom Hanks och Meg Ryan − Sömnlös i Seattle - Dana Carvey och Mike Myers − Wayne's World 2                  |
| Bästa skurk | Bästa komiska prestation |
| - Alicia Silverstone − Svart oskuld - Macaulay Culkin − Ondskans ansikte - John Malkovich − I skottlinjen - Wesley Snipes − Demolition Man - T. Rex − Jurassic Park | - Robin Williams − Välkommen Mrs. Doubtfire - Jim Carrey − Den galopperande detektiven - Johnny Depp − Benny & Joon - Whoopi Goldberg − En värsting till syster 2 - Pauly Shore − En svärson på halsen                                                           |
| Bästa låt i en film | Bästa kyss |
| - "Will You Be There" av Michael Jackson − Rädda Willy - "All for Love" av Bryan Adams, Rod Stewart och Sting − De tre musketörerna - "Can't Help Falling in Love" av UB40 − Sliver - "I'm Gonna Be (500 Miles)" av The Proclaimers − Benny & Joon - "Streets of Philadelphia" av Bruce Springsteen − Philadelphia - "When I Fall in Love" av Céline Dion och Clive Griffin − Sömnlös i Seattle | - Woody Harrelson och Demi Moore − Ett oanständigt förslag - Ethan Hawke och Winona Ryder − Reality Bites - Jason James Richter och Willy − Rädda Willy - Patricia Arquette och Christian Slater − True Romance - Kim Basinger och Dana Carvey − Wayne's World 2 |
| Bästa actionscen | |
| - Jagad − För tågvraket - Cliffhanger - svindlande avgrund − För catwalk öppningsscenen - Hard Target − För motorcykelscenen - Jurassic Park − För T-Rex jeep scen - Romeo Is Bleeding − För Lena Olin handfängslad i baksätet på bilen | |

### Bästa nya filmskapare
- Steven Zaillian − Oskyldiga drag

### Pris för livsgärning
- Richard Roundtree − Mitt namn är Shaft